# Vladimír Rosenberger
Vladimír Rosenberger (* 15. února 1965 Valtice) je bývalý český fotbalista, útočník a současný prvoligový funkcionář.

## Fotbalová kariéra
Hrál za Spartu Praha, TJ Gottwaldov, Bohemians a Xaverov. Se Spartou získal v roce 1985 mistrovský titul. Po skončení aktivní kariéry působil jako fotbalový funkcionář v týmu Bohemians Praha, se kterými se dostal do Gambrinus ligy.
V současné době působí jako vedoucí mužstva a sportovní sekretář v prvoligovém klubu FK Mladá Boleslav.